# Ikari Warriors
Ikari Warriors, w Japonii wydana jako Ikari – strzelanka z widokiem z góry, wydana na automatach w roku 1986 przez SNK. Głównymi jej bohaterami są Ralf Jones i Clark Steel/Clark Still (znani też jako Paul i Vince). Gra została przeniesiona z automatów na popularne wtedy platformy, współcześnie pojawiła się też w zbiorze SNK Arcade Classics 0, dostępnym na Playstation Portable. Wersje na różne platformy znacząco się różniły, choćby przez ograniczenie sterowania, czy zmianę budowy lokacji w grze, NES dostał wersję z 4 długimi poziomami, oraz sterowaniem utrudniającym dokładne celowanie. Mimo takich wad wersja na NES-a została przez ign.com umieszczona na 72 miejscu wśród najlepszych gier na tę platformę. Postacie Clarka i Ralfa zostały później dołączone do serii King of Fighters stanowiąc podstawę zespołu Ikari Warriors, pojawili się też w Metal Slug 6 i Metal Slug 7.

## Rozgrywka
Rozgrywka w grze jest zbliżona do tej oferowanej przez Commando, jednak z takimi elementami, jak kierowanie czołgiem czy helikopterem. Gracz kieruje Ralfem (drugi gracz – Clarkiem, w grze nie ma wyboru postaci) i prowadzi go do przodu, po drodze likwidując kolejne oddziały przeciwników. Bohater uzbrojony jest w karabin, do tego posiada pewną liczbę granatów. Kierowanie czołgiem jest podobne do kierowania postacią, daje też dodatkową osłonę od strzałów, wymaga jednak regularnego uzupełniania paliwa.